# HK M512
Heckler & Koch HK512 — это гладкоствольное полуавтоматическое ружье итальянского происхождения, разработанное и произведенное компанией Franchi по заказу Heckler & Koch, благодаря их деловым отношениям. HK512 стало одним из первых полуавтоматических ружей, разработанных для использования правоохранительными органами.
HK512 — это полуавтоматическое ружье, в котором используется газовая система отдачи Franchi (не путать с инерционным возвратным механизмом производства Benelli, который H&K позже импортировала в США), который которая также встречается в более поздней серии Benelli M4 Super 90. Приклад и цевье изготовлены из дерева, а остальная часть ружья — из металла. Ствол без нарезов, оснащен чоком, который действует как направляющая для выстрела, заставляя дробь разлетаться по горизонтали в овальном порядке, что делает его более эффективным против людей и минимизирует сопутствующий ущерб, как указано в отчете GSG9. В связи с этим отсутствует возможность вести огонь специальными боеприпасами (сигнальный патрон, слезоточивый газ). HK512 предназначено для использования полицией и военными силами, в связи с чем использование стандартных спортивных патронов, патронов с уменьшенным пороховым зарядом или пластиковых учебных патронов приведет к заклиниванию HK512.
HK512 может вести огонь ружейными патронами 12 калибра. Ружье оснащено трубчатым магазином, вмещающим 7 патронов +1 в патроннике.